# HD101707
HD101707 — хімічно пекулярна зоря спектрального класу A2, що має видиму зоряну величину в смузі V приблизно  9,9.
Вона  розташована на відстані близько 867,4 світлових років від Сонця.